# Victor Deniran
Victor Deniran (Lagos, 27 maggio 1990) è un ex calciatore nigeriano, di ruolo difensore.

## Carriera
Deniran ha iniziato la sua carriera in patria con il First Bank. Nell'inverno del 2008, Deniran è andato in prova con lo Slavia Sofia in Bulgaria e sei mesi dopo ha firmato il primo contratto professionale con il club. Gli fu data la maglia con il numero 14. Ha fatto il suo debutto ufficiale nella massima serie bulgara in una partita contro il Liteks Loveč il 9 agosto 2008. Victor ha giocato per 90 minuti. Lo Slavia ha perso per 0-3.